# Титовка (приток Свислочи)
Ти́товка (бел. Цітаўка) — река в Беларуси, правый приток реки Свислочь (бассейн Днепра).
Берёт своё начало из реки Птичь недалеко от деревни Русаковичи, впадает в реку Свислочь в деревне Пуховичи. Протекает по Центральноберезинской равнине
Долина в высоком и среднем течении слабовыраженная, в низовье трапецеподобная с крутыми склонами. Пойма в верхнем и среднем течении отсутствует, в нижнем узкая, местами отсутствует, шириной 0,5—0,8 км. Русло (ширина от 10 м до 20 м) от устья до села Загай на протяжении 16 км канализировано.
На реке находится город Марьина Горка.